# Aulonocnemis sicardi
Aulonocnemis sicardi är en skalbaggsart som beskrevs av Yves Cambefort 1987. Aulonocnemis sicardi ingår i släktet Aulonocnemis och familjen Aulonocnemidae. Inga underarter finns listade.